# Ранний Магарача
Ранний Магарача — столовый сорт винограда, выведен специалистами  Института виноградарства и виноделия «Магарач».  

## История создания и описание сорта
Скрещён в 1928 году (Мадлен Анжевин × Кишмиш черный). Селекционный номер 372. Районирован в 1964 году. Авторское свидетельство 520 от 6 апреля 1966 года. Авторы: Н. В. Папонов, В. В. Зотов, П. Ф. Царев, П. Я. Голодрига.   
Столовый сорт очень раннего срока созревания. Грозди крупные, ширококоническая. Ягода крупная и средняя, округлая, темно-синяя с сильным восковым налетом или черная, кожица прочная, мякоть мясисто-сочная с шоколадным тоном во вкусе.
Урожайность 190—210 ц/га и постоянная, при перегрузке кустов побегами и урожаем происходит неравномерное и более позднее созревание ягод. Испытывался в Приморском крае и за рубежом. Вегетационный период 100—105 дн. Сахаристость до 19%. Обрезка производится на 8 глазков. Дегустационная оценка свежего винограда 9 баллов. Сорт включен в Атлас «Лучшие сорта винограда в СССР». На выставке в городе Эрфурте (ГДР) был отмечен золотой медалью.

## Применение
Виноматериалы используются в купаже.